# 田納西鎮區 (阿肯色州格蘭特縣)
田納西鎮區（英語：Tennessee Township）是位於美國阿肯色州格蘭特縣的一個行政鎮區。

## 地方資料
田納西鎮區的面積為179.59平方千米，當中陸地面積為178.55平方千米，而水域面積為1.04平方千米。根據2010年美國人口普查的數據，當地共有人口761人，而人口密度為每平方千米4.24人。